# Sainte-Foy (Senna Marittima)
Sainte-Foy è un comune francese di 530 abitanti situato nel dipartimento della Senna Marittima nella regione della Normandia.

## Società

### Evoluzione demografica
Abitanti censiti